# Roxie Hart
 Roxie Hart és una pel·lícula estatunidenca de William A. Wellman estrenada el 1942.

## Argument
Chicago, anys 20. La jove Roxie Hart (Ginger Rogers) ingressa a la presó acusada d'assassinat i, gràcies a un astut advocat, descobreix que en pot treure partit econòmic de la seva situació. Segona adaptació d'una obra de teatre que Bob Fosse convertiria en musical el 1975.

## Repartiment
- Ginger Rogers: Roxie Hart
- Adolphe Menjou: Billy Flynn
- George Montgomery: Homer Howard
- Lynne Overman: Jake Callahan
- Nigel Bruce: E. Clay Benham
- Phil Silvers: Babe
- Sara Allgood: Sra. Morton
- William Frawley: O'Malley
- Spring Byington: Mary Sunshine
- Ted North: Stuart Chapman
- Helene Reynolds: Velma Wall
- George Chandler: Amos Hart